# Марлі Шелтон
Марлі Ів Шелтон (англ. Marley Eve Shelton; нар. 12 квітня 1974) — американська акторка.

## Життєпис
Марлі Шелтон народилася 12 квітня 1974 року в Лос-Анджелесі, штат Каліфорнія.

## Кар'єра
Знімалася у таких фільмах, як «Місто гріхів» (2005), «Планета страху» (2007), «Без назви» (2009), «Крик 4» (2011), «Розрада» (2015), «Ремпейдж» (2018).

## Фільмографія

### Фільми
| Рік  | Назва                  | Оригінальна назва | Роль                 | Примітки             |
| ---- | ---------------------- | ----------------- | -------------------- | -------------------- |
| 1991 | «Великий каньйон»      | Grand Canyon      | Amanda               | дебютний фільм       |
| 1995 | «Ніксон»               | Nixon             | Tricia Nixon Cox     |                      |
| 1998 | «Плезантвіль»          | Pleasantville     | Margaret Henderson   |                      |
| 1999 | «Холостяк»             | The Bachelor      | Наталі Арден         |                      |
| 2002 | «Просто поцілунок»     | Just a Kiss       | Ребекка              |                      |
| 2003 | «Міські дівчата»       | Uptown Girls      | Інгрід               |                      |
| 2005 | «Місто гріхів»         | Sin City          | «клієнт»             |                      |
| 2006 | «Прощальний поцілунок» | The Last Kiss     | Адріанна             |                      |
| 2006 | «Американська мрія»    | American Dreamz   | Джессіка             |                      |
| 2007 | «Планета страху»       | Planet Terror     | докторка Дакота Блок |                      |
| 2007 | «Невбиваний»           | Death Proof       | докторка Дакота Блок |                      |
| 2008 | «Дабл ю»               | W.                | Fran                 | режисер Олівер Стоун |
| 2009 | «Ідеальна втеча»       | A Perfect Getaway | Клео                 |                      |
| 2009 | «Без назви»            | (Untitled)        | Madeleine Gray       |                      |
| 2010 | «Електра Luxx»         | Elektra Luxx      | Кора                 |                      |
| 2011 | «Крик 4»               | Scream 4          | Джуді Гікс           |                      |
| 2015 | «Розрада»              | Solace            | Laura Merriweather   |                      |
| 2018 | «Ремпейдж»             | Rampage           | Керрі Аткінс         |                      |
| 2022 | «Крик»                 | Scream            | Джуді Гікс           |                      |

### Серіали
| Рік  | Назва             | Оригінальна назва | Роль   | Примітки |
| ---- | ----------------- | ----------------- | ------ | -------- |
| 1998 | «Острів фантазій» | Fantasy Island    | Джейн  | 1 епізод |
| 2013 | «Божевільні»      | Mad Men           | Kate   | 1 епізод |
| 2019 | «Брудний Джон»    | Dirty John        | Carrie | 1 епізод |